# Lidzija Jarmoszyna
Lidzija Michajłauna Jarmoszyna (biał. Лідзія Міхайлаўна Ярмошына, ros. Лидия Михайловна Ермошина, Lidija Michajłowna Jermoszyna; ur. 29 stycznia 1953 w Słucku, obwód miński, Białoruska SRR, ZSRR) – białoruska prawnik i działaczka państwowa, przewodnicząca Centralnej Komisji Republiki Białorusi ds. Wyborów i Prowadzenia Referendów Krajowych; wielokrotnie wyrażano opinie o tym, że na swojej posadzie przewodniczącej CKW Lidzija Jarmoszyna organizowała fałszowanie wyborów na Białorusi.

## Życiorys
Urodziła się w Słucku w rodzinie wojskowego. W 1975 ukończyła studia na Wydziale Prawa Bałtyckiego Uniwersytetu Federalnego. Pracowała jako konsultant ds. prawnych w Królewcu i Bobrujsku oraz asystentka prokuratora rejonu październikowego w Królewcu.
Od 1988 roku doradczyni prawna, a później również szefowa Departamentu Prawnego Miejskiego Komitetu Wykonawczego w Bobrujsku. W 1992 roku nominowana w skład Centralnej Komisji Wyborczej i Referendalnej Republiki Białorusi. Od 1996 roku pozostaje jej przewodniczącą.
7 kwietnia 2003 roku uhonorowana tytułem Zasłużonego Prawnika Republiki Białorusi. Otrzymała order Honoru w 2014 roku.

## Opinie na temat udziału w fałszowaniu wyborów
Według raportu przygotowanego przez polską Fundację Wolność i Demokracja, Lidzija Jarmoszyna w czasie pełnienia funkcji przewodniczącej Centralnej Komisji ds. Wyborów wielokrotnie kierowała fałszowaniem wyborów parlamentarnych i prezydenckich.
W 2004 r. zakazano jej wjazdu do UE, w 2006 r. – do USA. 2 lutego 2011 roku znalazła się na liście pracowników organów administracji Białorusi, którzy za udział w domniemanych fałszerstwach i łamaniu praw człowieka w czasie wyborów prezydenckich w 2010 roku otrzymali zakaz wjazdu na terytorium Unii Europejskiej.
W 2020 r. została dodana do listy sankcyjnej UE, Szwajcarii, Wielkiej Brytanii i Kanady.